# Sturry
Sturry est un petit village sur la Stour au nord-est de Canterbury dans le Kent. C'est une grande paroisse incorporant l'ancien village minier de Hersden et de plusieurs hameaux. Il se situe à la jonction des routes en provenance des villes de Thanet et Reculver, là où un fort fut construit pour protéger le croisement du fleuve.

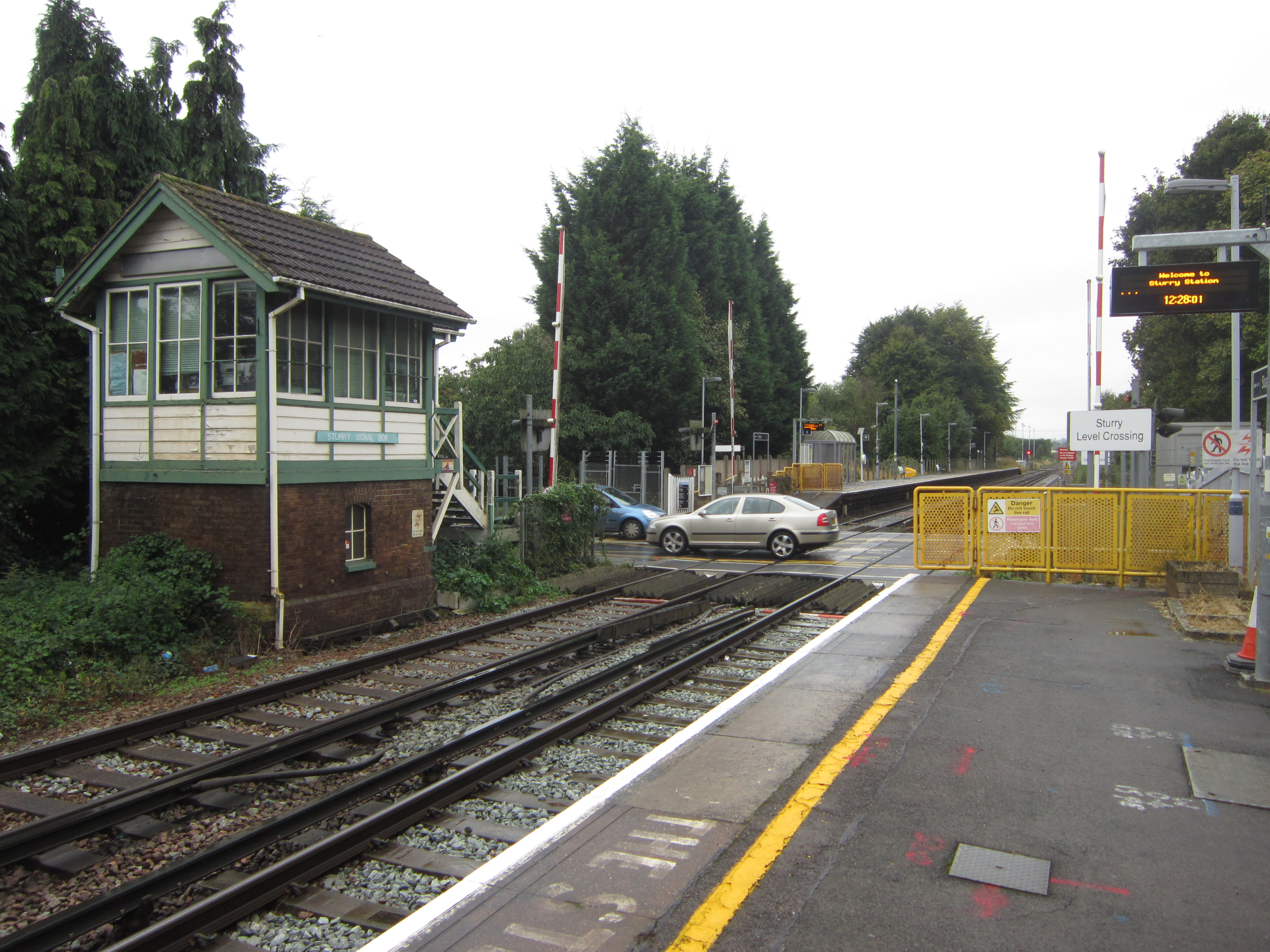
La gare de Sturry

Au XIXe siècle, la ville était une place importante pour les contrebandiers. La gare de Sturry fut ouverte en 1848 : elle se situe entre Canterbury et Margate. Sturry fut l'un des villages les plus bombardé durant la Seconde Guerre mondiale. Une grande partie de la rue principale fut détruite par une bombe en 1941 qui tua quinze personnes. Depuis, la ville a été intégralement reconstruite et la population a presque doublé.
Le manoir, construit en 1583, est maintenant un collège.

## Politique et administration

### Jumelage
Aire-sur-la-Lys (France)